# Pontus Netterberg
Pontus Claes Netterberg, född 9 februari 1992 i Varberg, är en svensk professionell ishockeyforward som spelar för Borås HC.